# アントニオ・バイレッティ
アントニオ・バイレッティ（Antonio Bailetti、1937年9月29日 - ）は、イタリア、ナント出身の元自転車競技（ロードレース）選手。

## 経歴
パオロ・ベッティーニのおじにあたる人物でもある。
1960年
- ローマオリンピック
  -  チームタイムトライアル(TTT) 優勝（+ オッタヴィオ・コリアティ、ジャコモ・フォルノーリ、リヴィオ・トラペ）

1961年、プロ転向。
1962年
- ジロ・デ・イタリア 区間1勝(第4)
- ツール・ド・フランス 区間1勝(第9)

1963年
- ジロ・デ・イタリア 区間1勝(第21)
- ツール・ド・フランス 区間1勝(第5)

1966年
- トロフェオ・ライゲリア 優勝

1969年春、ミラノのマスペス＝ヴィゴレッリ自転車競技場にて落車し、大怪我を負ったため現役引退を余儀なくされた。